# 1966 na Alemanha
Esta é uma cronologia dos fatos acontecimentos de ano 1966 na Alemanha.

## Eventos
- 28 de janeiro: Um Convair CV 440 da Lufthansa cai durante a aproximação do desembarque ao aeroporto de Bremen, matando 42 passageiros e 4 tripulantes ao bordo.[1][2]
- 23 de março: Ludwig Erhard é eleito para a presidência da União Democrata-Cristã (CDU).[3]
- 1 de dezembro: O ministro-presidente de Baden-Württemberg, Kurt Georg Kiesinger, é eleito chanceler federal pelo Bundestag.[4][5]